# Didier Ben Loulou
Didier Ben Loulou est un photographe franco-israélien né le 29 mai 1958 à Paris.

## Biographie
Didier Ben Loulou naît à Paris le 29 mai 1958.
Après des études de photographie et d’histoire de l’art, il s’installe en Israël en 1981 où il fera l’expérience du kibboutz à Ma’agan Michael. Il mène dans un premier temps un projet en noir et blanc Israel Eighties. Il est l’élève du rabbin Léon Ashkénazi (Manitou) à l’Institut d’études juives « Mayanot » de Jérusalem en 1983.
Il œuvre ensuite au portrait de villes, sous forme de « répertoire photographique » des géographies urbaines. Ce sera Jaffa et le quartier d’Ajami. Dans cet ancien port chargé d’histoire, il observe le va-et-vient de populations, entre l’exil des uns et l’asile des autres. Puis il se consacre, durant les deux Intifada (1991-2008), à Jérusalem, pierre d’angle de son travail, en explorant les méandres d’une cité aux frontières multiples, chargée de violence et de sacré. Cela aboutit à un ouvrage publié en 2008.
Dans les années 1990-2000, il suit les séminaires de philosophie de Benny Lévy à l’Institut d'études lévinassiennes à Jérusalem.  
Au lendemain de la deuxième Intifada, laissant loin derrière lui le tumulte de la guerre, Didier Ben Loulou se livre à un nouveau projet photographique dans de vieux cimetières juifs des environs de Jérusalem et en Galilée. Sur ces collines arides, des stèles oubliées, des fragments de textes ou des livres abandonnés sont autant d’indices à déchiffrer, autant de signes invitant à réfléchir sur toute vie appelée à disparaître. Il interroge ainsi le spirituel et l’invisible dans cette recherche autour de la lettre hébraïque. L’aleph-bet transcende ces deux catégories que sont le sacré et le profane et établit une sorte de lien entre les hommes, vivants ou morts.
Il parcourt le bassin méditerranéen, ses villes et ses paysages, tout en approfondissant la notion d’errance. En 2006-2009, à Athènes, il photographie les gens du voyage qui s’y mêlent aux migrants : tiers-monde et quart-monde se rencontrent à la périphérie de la capitale. Depuis lors, il mène une existence nomade entre Jérusalem, Marseille, Jaffa, Athènes, Tanger, Palerme, Safed, Salonique, Ajaccio, etc.
De 2016 à 2019, il finalise un projet sur la Corse, (Sanguinaires) quintessence, selon lui, de la Méditerranée. Il questionne le ré-enchantement et la possibilité du bonheur dans un monde chaotique. « Je veux être un simple passeur de ce qui se dévoile à moi silencieusement et en secret ». Depuis plusieurs années, il œuvre à un nouveau projet sur la Judée.
Dans son œuvre, l’emploi du format carré et de la couleur tiennent une place primordiale, avec des images argentiques tirées, depuis 1979, selon le procédé Fresson.
Lauréat de la Villa Médicis hors les murs en 1995, il obtient une bourse du Fiacre (ministère de la Culture) en 1997.
Didier Ben Loulou est l’auteur d’une vingtaine d’ouvrages, dont Chroniques de Jérusalem et d’ailleurs, paru en 2016, qui est une sorte de journal de bord et de recueil de réflexions sur sa démarche,. Suivront d’autres textes : Un hiver en Galilée : ainsi que des entretiens avec Fabien Ribery : Mise au point, et Une année de solitude, un journal tenu en 2020.
Ses œuvres sont régulièrement exposées en Europe et aux États-Unis. En 2007, un fonds a été ouvert à l’Institut mémoires de l'édition contemporaine (Imec) où se trouve désormais l’ensemble de ses archives.

## Tirages réalisés selon le procédé Fresson

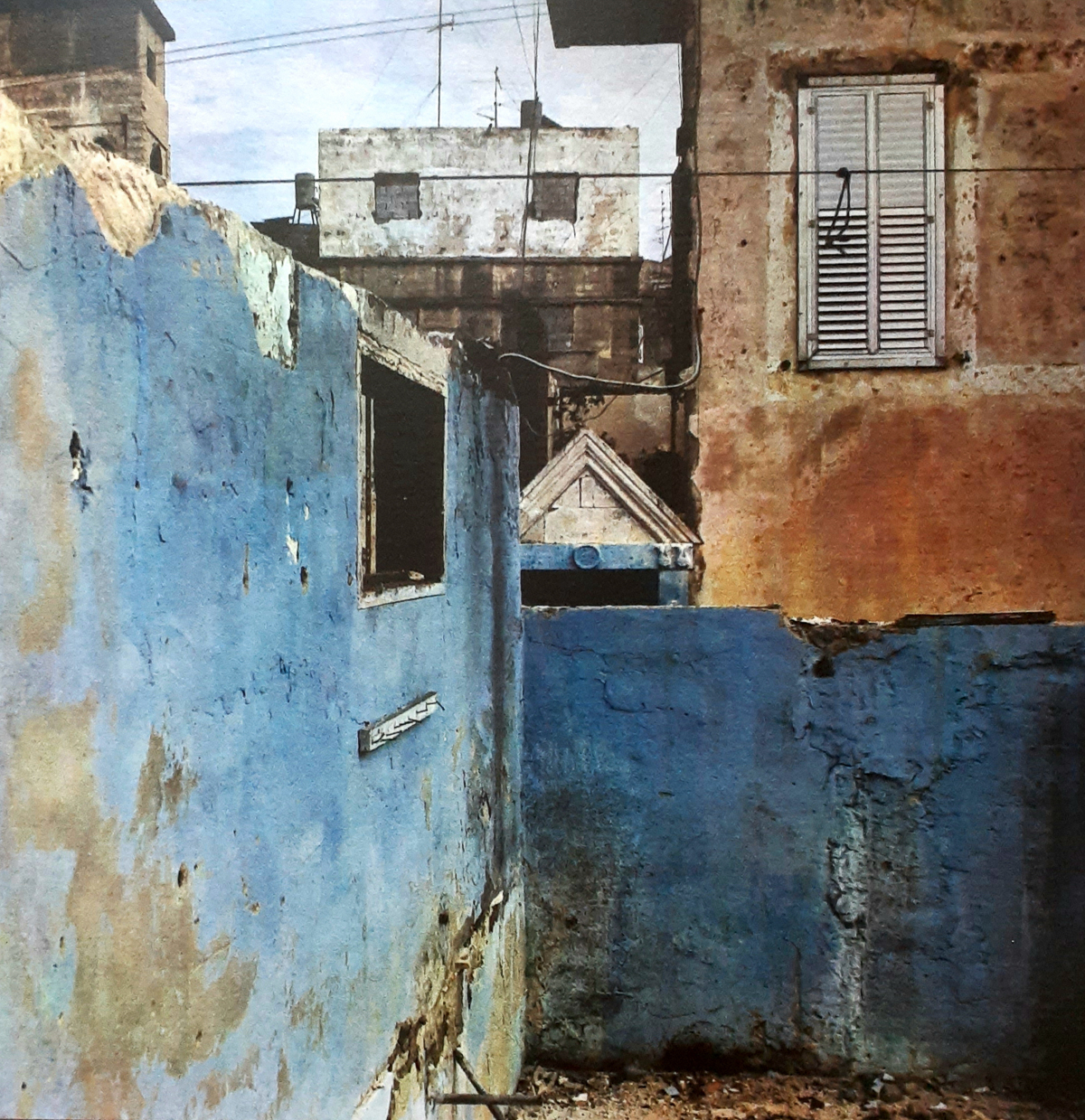
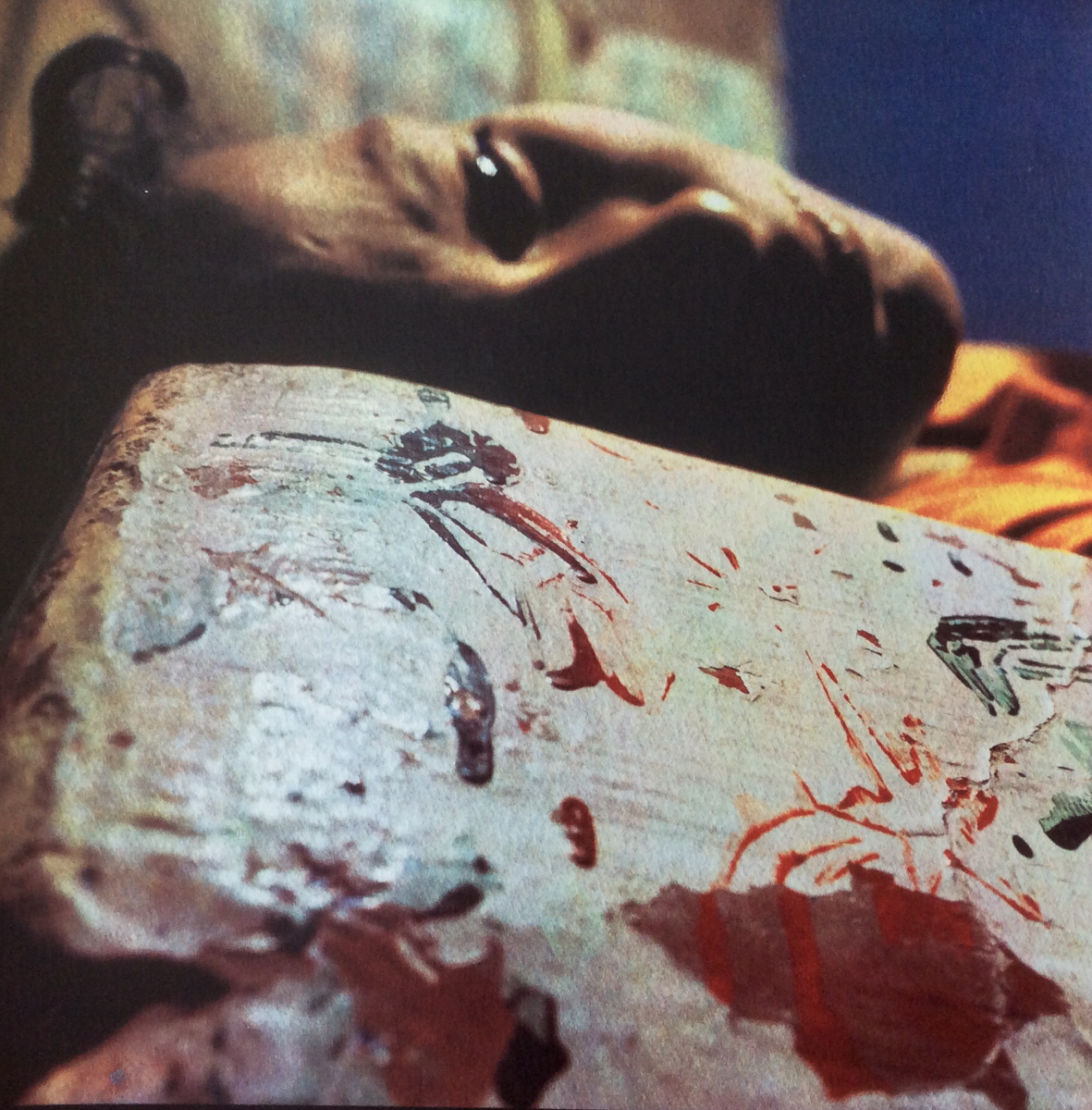
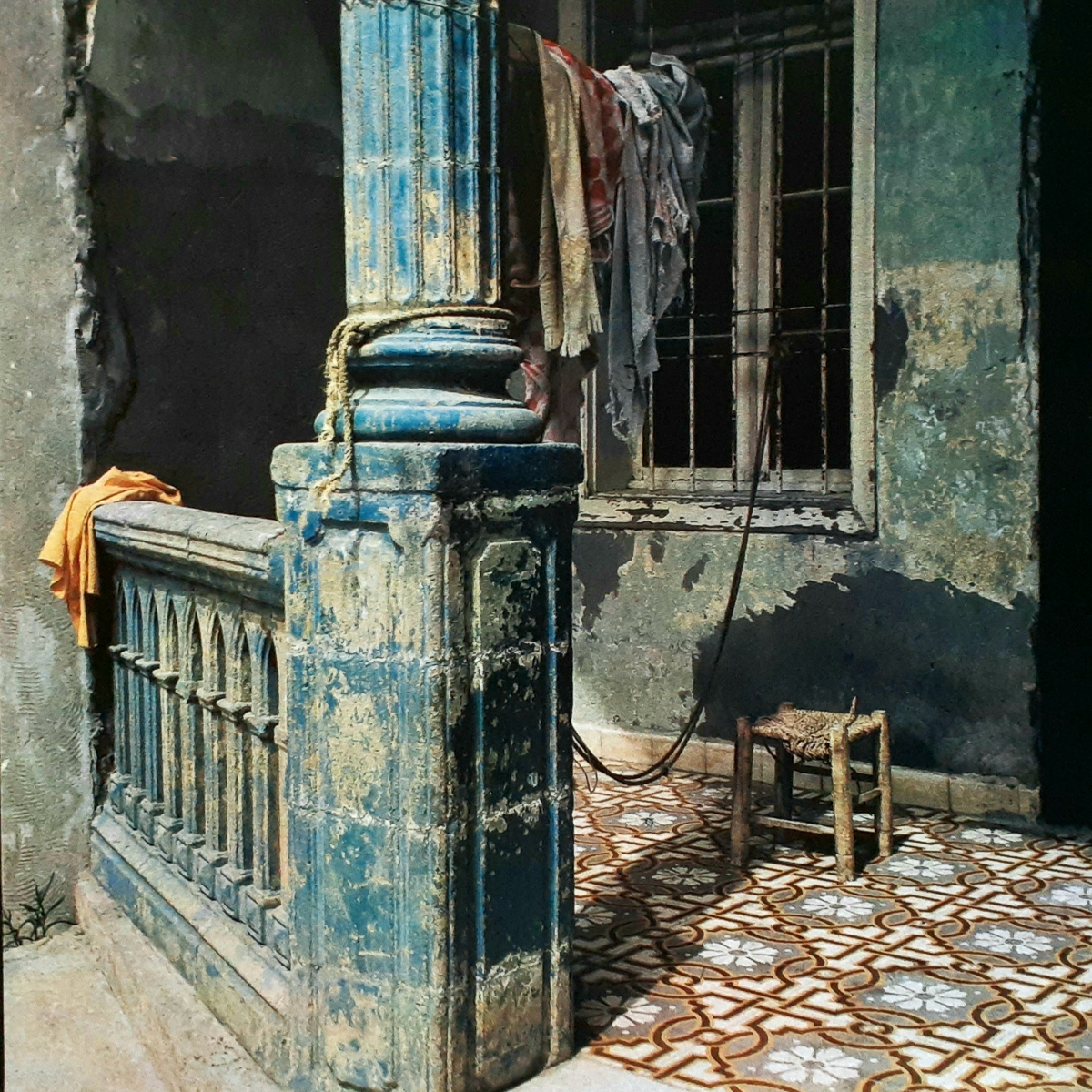

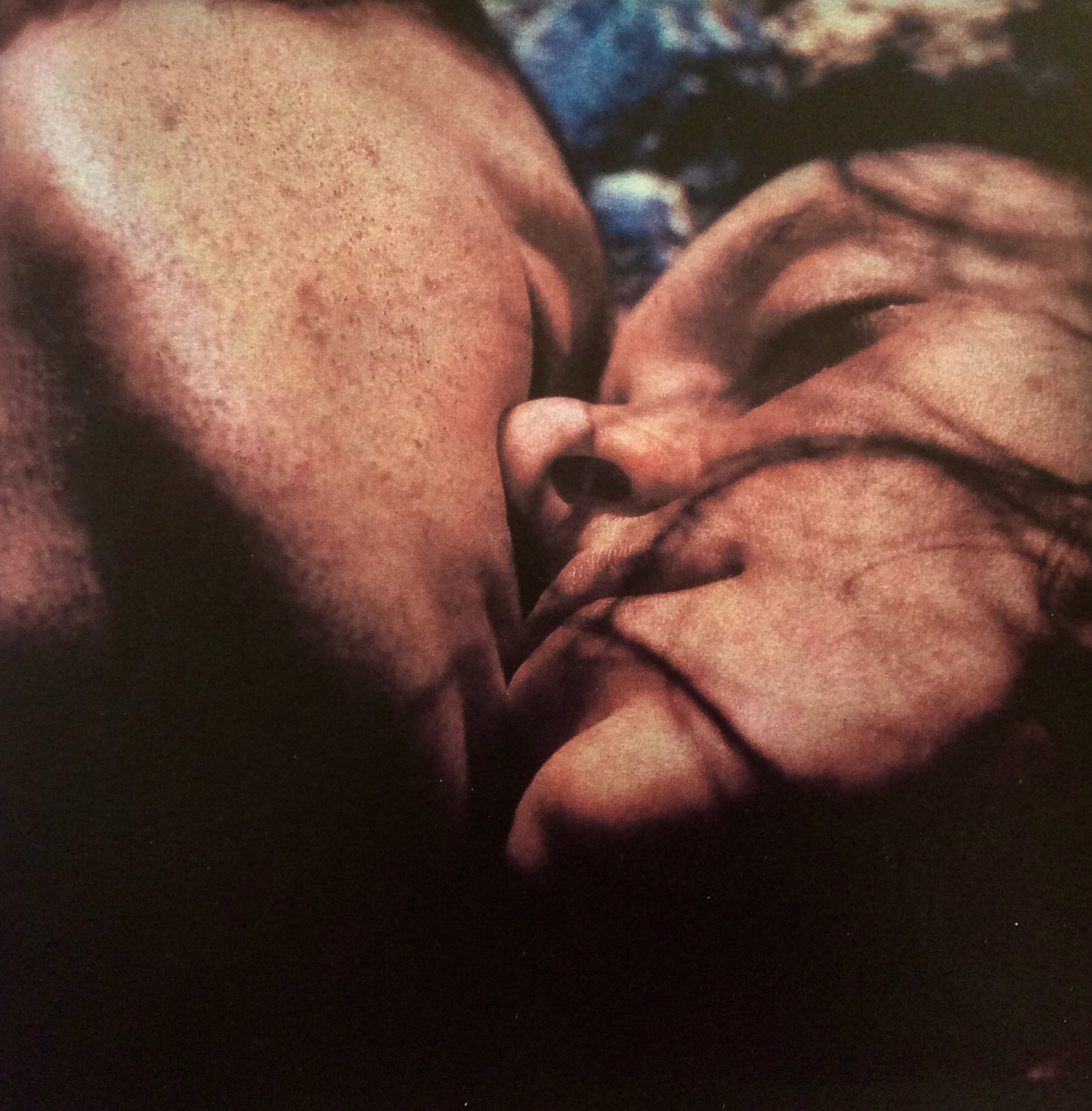
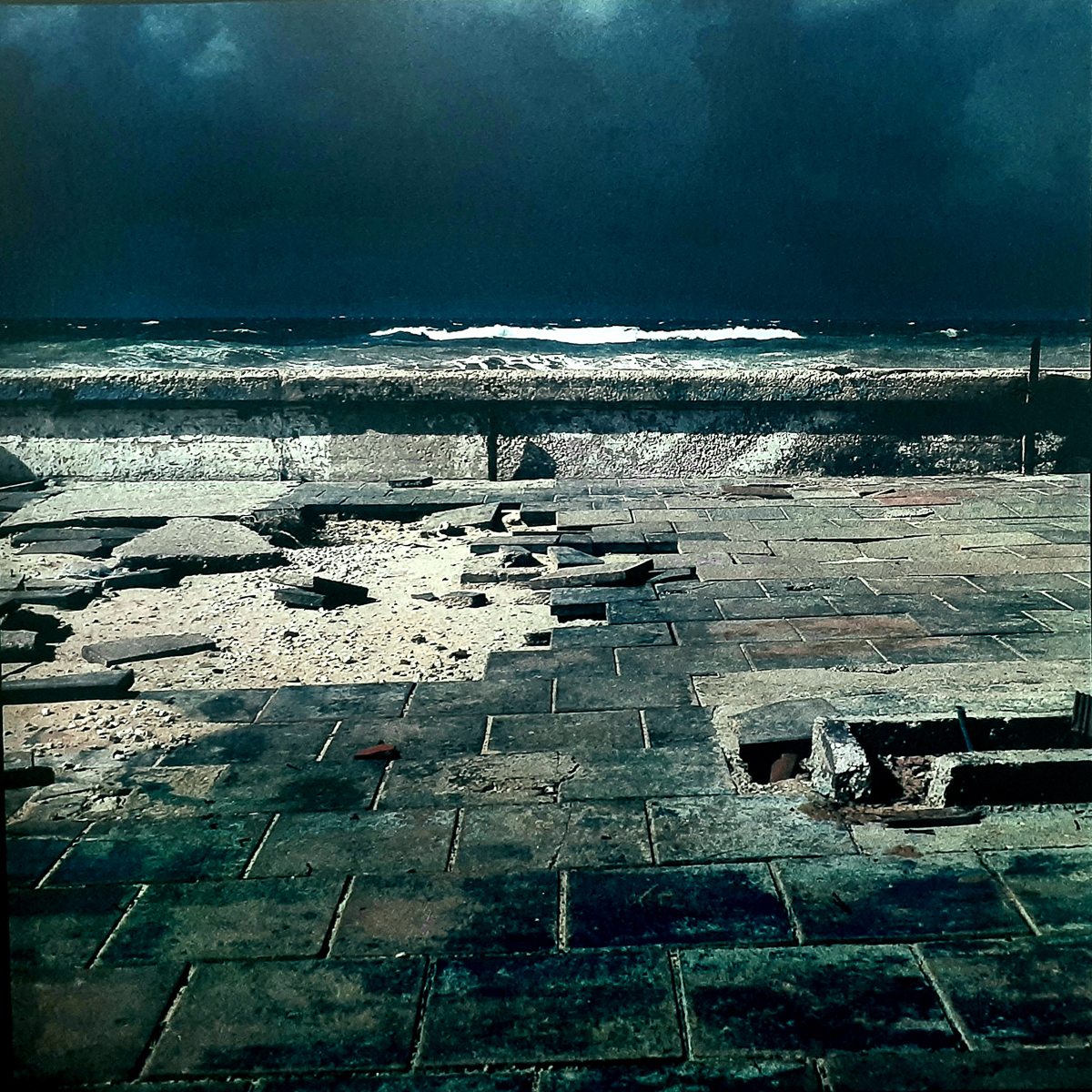
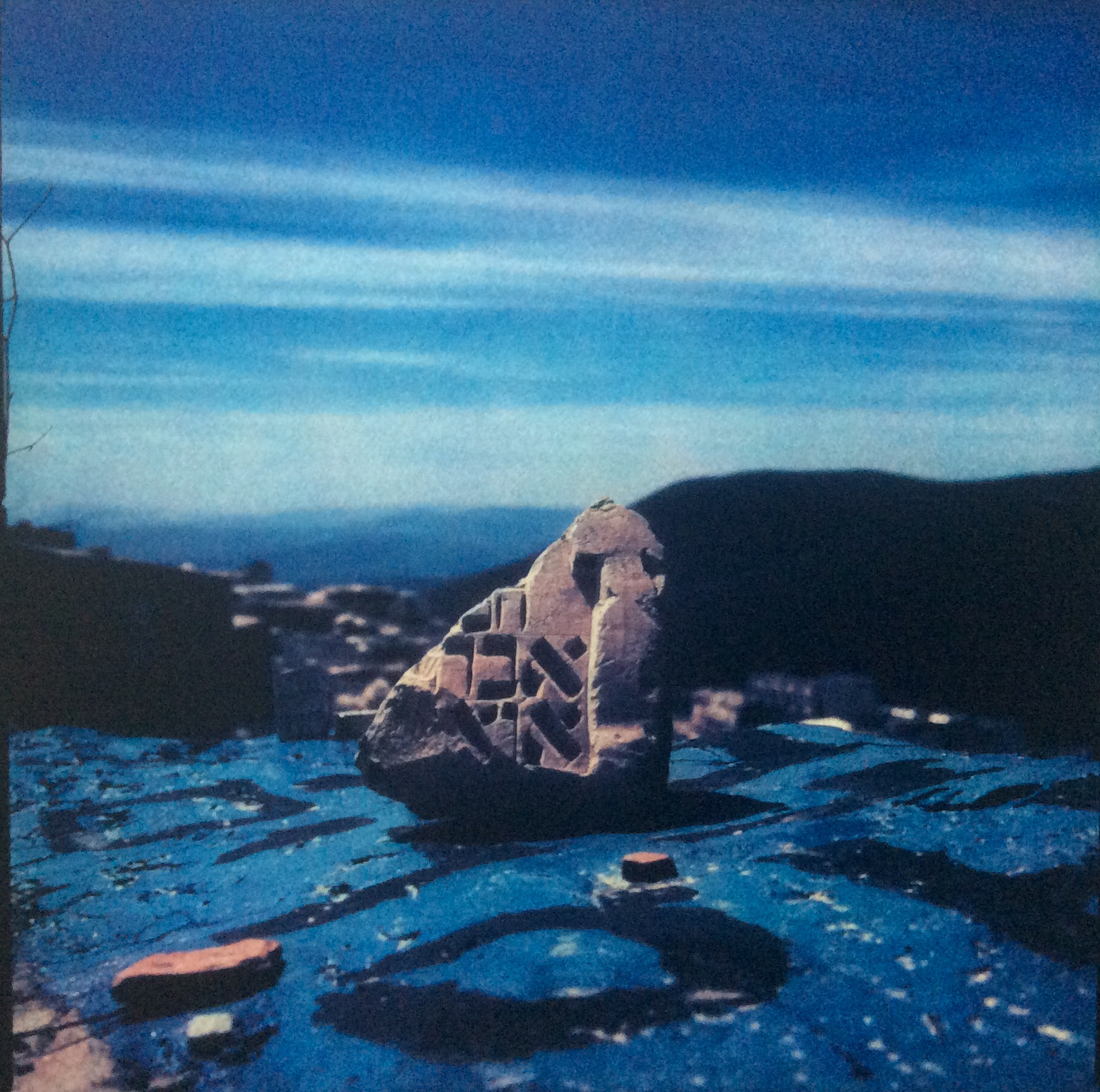

## Publications

### Monographies
- Je suis du jour, texte Hubert Colas, Carnet de voyages n° 3, Éditions Le Point du jour et FRAC Basse-Normandie, 1996
- Fragments, Chantal Dahan, Éditions Filigranes, Paris, 1997
- Didier Ben Loulou, texte Jacques Py, Éditions Joca Seria, Nantes, 2000
- Entre ombre et lumière : Jérusalem, Jacques Py, Claire Tangy,  coll. Photogalerie, Ides et Calendes, 2001
- Vézelay, Éditions Conseil Général de l’Yonne, direction des Affaires culturelles, Auxerre, 2000
- A Touch of Grace, poèmes de Yehuda Amichaï, catalogue Museum on the Seam, Jérusalem, Israël, 2000
- Sincérité du visage, texte de Catherine Chalier, Éditions Filigranes, Paris, 2004
- Jaffa, la passe, texte de Caroline Fourgeaud-Laville, Éditions Filigranes, Paris, 2006
- Jérusalem, Éditions du Panama, Paris, 2008
- Mémoire des lettres, textes de Catherine Chalier et Betty Rojtman, Éditions de la Table Ronde, Paris, 2012
- Athènes, poèmes de  Yorgos Markopoulos, Éditions de la Table Ronde, Paris, 2013
- Marseille, textes de Didier Ben Loulou, Éditions Arnaud Bizalion, Marseille, 2014
- Je t’écris devant les fenêtres de mon hôtel, notes indiennes, textes Didier Ben Loulou, Éditions Arnaud Bizalion, Marseille, 2016[12]
- Chroniques de Jérusalem et d’ailleurs, Éditions Arnaud Bizalion, Marseille, 2016
- Israel Eighties, Éditions de la Table Ronde, Paris, 2016
- Sud, Éditions de la Table Ronde, Paris, 2018
- Un hiver en Galilée, Éditions Arnaud Bizalion, Marseille, 2018
- Des amours silencieuses, Agathe Derieux (Préface), Éditions Arnaud Bizalion, 2018
- Cantique des cantiques, Songes de Léonard Cohen, poème de Zéno Bianu & Odradek, Les éditions de l’Improbable, Paris, 2019,  (ISBN 978 284 739 026 1)
- Mise au point, conversations avec Fabien Ribery, Éditions Arnaud Bizalion, Marseille, 2019
- Sanguinaires, Éditions de la Table Ronde, Paris, 2020[13],[14]
- Une année de solitude, journal,  Éditions Arnaud Bizalion, Marseille, 2021
- La Méditerranée, Tritone Press, USA, 2022[15]
- Judée, Paris, La Table Ronde, 2023, 96 p. (ISBN 9791037112606)
- Seaside, Paris, La Table Ronde, 2025, 80 p. (ISBN 9791037115942)

### Livres d’artistes
- Violence du visage, Emmanuel Levinas, livre d’artiste, 30 exemplaires, Éditions Fata Morgana, Montpellier, 1997
- Dans la langue de personne, poème de Paul Celan, Coll. Pho’Eau # 6, livre d’artiste, 40 exemplaires, Éditions de l’Eau, 1999
- Portfolio #57, texte de Nicolas Feuillie, 12 exemplaires, Galerie Pennings, Eindhoven, 2002
- Voici des sépultures qui datent des temps anciens, poème d’Ibn Ezra, 15 exemplaires, Le Bousquet-la-Barthe éditions, avec une calligraphie en couverture de Frank Lalou, 2018
- Cantique des cantiques, Songes de Léonard Cohen, poème de Zéno Bianu & Odradek, 40 exemplaires, Les éditions de l’Improbable, Paris, 2019
- Une image sainte, Fabien Ribery pour dire une photographie de Didier Ben Loulou, 200 exemplaires, Les éditions Les petites allées, 2021

## Expositions
- The Gallery of Photographic Art, Tel-Aviv, Israël, 1983
- Palais du Pharo, Marseille, France, 1994
- Centre de la photographie, Genève, Suisse, 1994
- Galerie Graphe, Paris, France, 1994
- Tour du Roy René, Fort Saint-Jean, Marseille, France, 1996
- Centre méditerranéen de la photographie, Paysages des deux rives, Bastia, France, 1996
- Espace Saint-Cyprien, Toulouse, France, 1996
- Centre culturel français, Ramallah et Gaza, Palestine, 1997
- Galerie Camera Obscura, Les Écritures, Paris, France, 1998
- Impressions Gallery, York, Royaume-Uni, 1998
- Oregon Center for the Photographic Arts, Portland (Oregon), États-Unis, 1998
- IFA Galerie, Orient-Traum und Wirklichkeit, Stuttgart, Allemagne, 1999
- Artothèque, Nantes, France, 2000
- Museum on the Seam, A Touch of Grace, Jérusalem, Israël, 2000
- Galerie municipale du Château d’eau, Toulouse, France, 2001
- Vision Gallery, Jérusalem, Israël, 2001
- Musée d’Art et d’Histoire du judaïsme, Jérusalem, traverses et marges, Paris, France, 2001
- Fotogaleria, Teatro San Martin, Buenos Aires, Argentine, 2001
- Atelier de Visu, Marseille, France, 2001
- Galerie Pennings, Jerusalem: Byways and Sidelines, Eindhoven, Pays-Bas, 2002
- Benham Gallery, Can We Talk Now ? With Simon Norfolk, Seattle, États-Unis, 2003
- Stephen Cohen Gallery, Los Angeles, États-Unis, 2003
- Galerie Rimonim, The Face of a City in Conflict, East Hampton (New York), États-Unis, 2003
- Hovedbiblioteket, Esbjerg, Danemark, 2004
- Galerie Krisal, Sincérité du visage, Genève, Suisse, 2004
- Musée d’Art et d’Histoire du judaïsme, Rencontres, Paris, 2005
- Museum of Photographic Art, San Diego, États-Unis, 2007
- Galerie Camayeux, Marseille, France, 2007
- Cats & Marbles, Villes d’hier, visages d’aujourd’hui, Mois de la photographie, Athènes, Grèce, 2007
- Le Garage photographie, Marseille, 2013
- Galerie Le Carré d’art, Athènes, Chartres-de-Bretagne, 2013
- Le Carré Amelot, Athènes, La Rochelle, 2014
- La Non Maison, D’une ville à l’autre, Aix-en-Provence, 2014
- Arles, La Bourse du travail, Marseille, Rencontres de la photographie off, Arles, 2014
- Hôtel Blain, The Tribe, Arles, 2015
- Centre culturel Romain Gary, Vision Fresson, Bernard Plossu et Didier Ben Loulou, Jérusalem, Israël, 2015
- Galerie Malebranche avec Bernard Guillot, Le Caire Jérusalem, Paris, 2017
- Des amours silencieuses : carte blanche à Didier Ben Loulou, Yvelines Antiques, Paris, 2018
- Jérusalem, médiathèque, Berck-sur-Mer, 2018
- De la lettre à la vie, Galerie Gérard Lévy, Paris, 2019
- Sanguinaires, Galerie Quintessence, Paris, 2020
- Mediterranean Flux, Cultural center of Metropolis, Naxos, septembre 2020
- Mémoire des lettres, Biennale internationale d’Autun, juillet-août 2021[16],[17]
- Hearing Silence, World Center for North African Jewish Heritage, Biennale de Jérusalem, novembre 2021[18]
- Ce désert d’un premier matin du monde, La Non-Maison, Paris, du 5 janvier au 17 février 2022
- Didier Ben Loulou / Photographies, librairie Alain Brieux, 48 rue Jacob, Paris, du 8 au 23 décembre 2022
- Mémoire des lettres, Galerie L’Œil écoute, Lyon, octobre 2023
- Sud, Galerie Mathieu Néouze, 75009 Paris, du 13 au 22 décembre 2023
- Dialogue, North Africa Jewish heritage center, Jérusalem, du 27 mars au 1er juin 2025
- Didier Ben Loulou / Errance tranquille, Itinérances Foto, Chapelle du Quartier Haut, Sète, du 10 Mai au 1er Juin 2025

## Collections publiques
- Victoria and Albert Museum, Londres[19]
- Museum of Fine Arts, Houston[20]
- Musée d'art de Tel Aviv
- Fonds national d'art contemporain, Paris
- Bibliothèque nationale de France, Paris
- Musée d'Art et d'Histoire du judaïsme, Paris
- Galerie municipale du Château d’eau, Toulouse
- Maison européenne de la photographie, Paris
- Fonds régional d'art contemporain de Basse-Normandie[21]
- Société française de photographie, Paris
- Fonds d'acquisition départemental de l’Yonne
- Collectivité territoriale de Corse, Ajaccio
- Musée Nicéphore-Niépce, Chalon-sur-Saône
- Artothèques de Caen, Grenoble, Nantes, Auxerre et Vitré
- Espace Saint-Cyprien, Toulouse
- Hôtel de Varennes, Montpellier
- Musée de la photographie, Charleroi
- Rheinisches Landesmuseum, Bonn
- Musée finlandais de la photographie, Helsinki
- Fondazione Italiana per la Fotografia, Turin,
- Médiathèque, La Roche-sur-Yon
- Fondation Auer-Ory pour la photographie, Hermance (Suisse)
- Centre méditerranéen de la photographie, Bastia

### Bibliothèques
- Harvard Library.
- National library of Israel.
- Bibliothèque nationale de France, Paris.

### Radio, vidéo et podcast
- « Didier Ben Loulou : “ Des côtes de Gaza au Liban, Seaside nous place en retrait de la violence” », sur le site France 24, 19 juillet 2025.
- « Objectif Judée avec Didier Ben Loulou », RFI, En Sol Majeur, une émission de Yasmine Chouaki, 48 min, juillet 2023.
- « Le monde selon Didier Ben Loulou », France Culture, Talmudiques, une émission de Marc-Alain Ouaknin, 32 min, juin 2022.
- « Le photographe Didier Ben Loulou est notre invité », sur le site 9lives-magazine, 9 décembre 2019.
- « Didier Ben Loulou, photographe, coloriste de l’âme » sur le site Tokio radio, 22 juin 2024